# Volumen (likovna umjetnost)
Volumen je osobina prostornih oblika da svojom masom zauzimaju određeni dio prostora. Volumen je obično ispunjen nekom tvari (ima svoju punoću), ali isto tako neki unutarnji prostor prepoznajemo kao volumen (kuća, lopta i sl.).
Volumeni imaju tri dimenzije: visinu, širinu i dužinu. Trodimenzionalni volumeni mogu biti pravilni (geometrijski) ili nepravilni. Pravilni oblici kao što su npr. Kocka, valjak, kugla, piramida itd. imaju svoj mjerljiv volumen tzv. obujam.
Kiparstvo je likovna umjetnost kojom se oblikuje volumen u prostoru.
Privid volumena na plohi može se dobiti crtačkim i slikarskim tehnikama, te može biti izražen grafički, tonski i koloristički.
Grafičko izražavanje volumena na plohi (u crtežu ili grafici) postiže se gušćim ili rjeđim nizanjem crta ili točaka na plohu – tzv. grafička modelacija.
Tonsko izražavanje volumena na plohi postiže se kontrastom svjetla i sjene – tonska modelacija.
Kod kolorističkog slikarstva za privid volumena koristi se više boja spektra, i to toplim i svijetlim bojama za osvijetljene dijelove oblika, i tamne i hladne boje za dio oblika u sjeni – koloristička modulacija. 